# Retrato de Teixeira Gomes (Columbano)
Retrato de Teixeira Gomes é uma pintura a óleo sobre tela do pintor naturalista português Columbano Bordalo Pinheiro (1857-1929) datada de 1911 e conservada no Museu Nacional de Arte Contemporânea em Lisboa.
O retratado é Manuel Teixeira Gomes, desde logo grande amigo do próprio Columbano com o qual manteve larga correspondência, e que foi um notável e talentoso escritor, coleccionador de arte, diplomata de talento, tendo sido embaixador em Londres da jovem República Portuguesa, rico comerciante algarvio, viajante incansável, apaixonado visitante de museus e galerias, e que mais tarde seria, por um breve período de tempo (de 6 de Outubro de 1923 a 11 de Dezembro de 1925), futuro Presidente da República Portuguesa.
A par dos de outros Presidentes da jovem República e dos maiores intelectuais portugueses dos últimos tempos da Monarquia e dos começos da República, o Retrato de Teixeira Gomes inclui-se na excelente galeria pictural que Columbano criou.

## Descrição
Em pose elegante e recatada, sentado de mãos cruzadas, o retrato deste intelectual transmite a discreta dignidade do futuro Presidente da República então recentemente proclamada (1910). A composição é definida em pinceladas soltas e ágeis que se tornam indistintas em fundo. Os motivos apenas esboçados da tapeçaria atrás da figura adquirem maior minúcia do lado direito da tela, onde se destaca um tremó espelhado sobre o qual assenta um busto setecentista, sinal da actividade coleccionista, o que contribui para a definição de uma atmosfera intimista.

## História
A obra foi doada por Manuel Teixeira Gomes ao Estado em 1930.
Columbano viria a retratar de novo Manuel Teixeira Gomes em 1925 (em Galeria) quando este ocupava o cargo de 
Presidente da República, tal como tinha retratado antes dois outros Presidentes da República Portuguesa, Manuel de Arriaga em 1914 e Teófilo Braga em 1917 (também em Galeria).

## Galeria

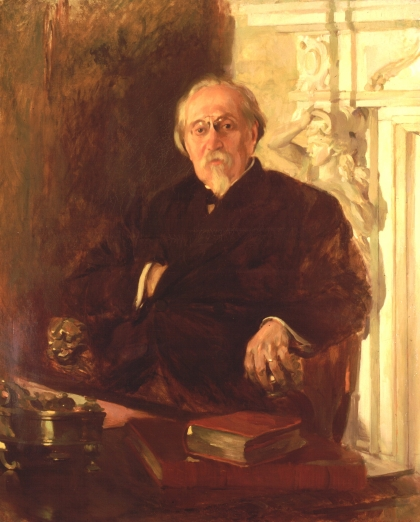
Retrato de Manuel de Arriaga (1914), Columbano Bordalo Pinheiro, no Museu da Presidência da República, Lisboa
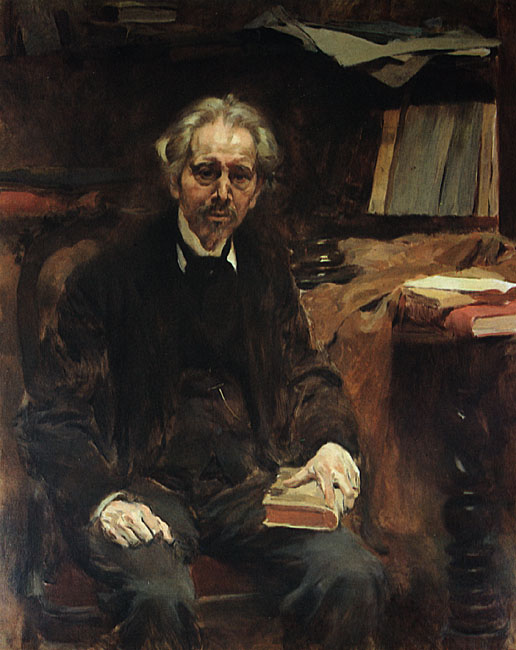
Retrato de Teófilo Braga (1917), Columbano Bordalo Pinheiro, no Museu da Presidência da República, Lisboa
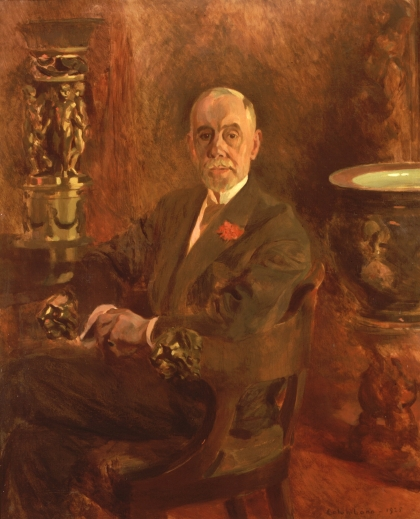
Retrato de Manuel Teixeira Gomes (1925), Columbano Bordalo Pinheiro, no Museu da Presidência da República, Lisboa.